# Sielsowiet Lusino
Sielsowiet Lusino (biał. Люсінскі сельсавет, ros. Люсинский сельсовет) – sielsowiet na Białorusi, w obwodzie brzeskim, w rejonie hancewickim, z siedzibą w Lusinie.
Według spisu z 2009 sielsowiet Lusino zamieszkiwało 1866 osób w tym 1853 Białorusinów (99,30%), 6 Rosjan (0,32%), 2 Ukraińców (0,11%), po jednym Polaku, Tadżyku i Afgańczyku (po 0,05%) oraz 2 osoby, które nie zadeklarowały żadnej narodowości.

## Miejscowości
- agromiasteczko:
  - Lusino
- wsie:
  - Makowo
  - Połoń